# Eenadu
Eenadu, en télougou : ఈనాడు, est un quotidien indien, écrit en télougou, et dont l'aire de diffusion est centrée sur l'Andhra Pradesh.